# Kanton Aiguilles
Aiguilles is een voormalig kanton van het Franse departement Hautes-Alpes. Het kanton maakte deel uit van het arrondissement Briançon tort het op 22 maart 2015 werd opgeheven en de gemeenten werden opgenomen in het aangrenzende kanton Guillestre.

## Gemeenten
Het kanton Aiguilles omvatte de volgende gemeenten:
- Abriès
- Aiguilles (hoofdplaats)
- Arvieux
- Château-Ville-Vieille
- Molines-en-Queyras
- Ristolas
- Saint-Véran